# 社会民主工党 (北爱尔兰)
社会民主工党（缩写为SDLP）是北愛爾蘭的一個社会民主主义政黨。
該黨是北爱尔兰兩大民族派政黨之一，但與另一個民族派政黨新芬黨相比，有较大区别：新芬黨支持愛爾蘭武力統一而该党支持和平統一，新芬黨的議員拒絕擔任下議院議員並且直接棄權，但该党仅禁止成員出任非民選的上議院議員。

## 歷史
社會民主工黨成立於1970年。1998年簽署受難日協定後親英派合組北愛大聯合政府至2003年。2005年至2010年在下議院與當時執政的工黨非正式地合作。2007年至2016年再參與北愛大聯合政府，但作為北愛的親愛派主的地位逐漸被更激進的新芬黨取代。2017年至2019年間更一度失去在英國下議院的所有議席。
2019年，该党與共和黨締結為合作夥伴。

## 領袖
1. 杰里·费特（英语：Gerry Fitt）（1970年—1979年）
2. 约翰·休姆（1979年—2001年）
3. 馬克·杜爾肯（2001年—2010年）
4. 玛格丽特·里奇（英语：Margaret Ritchie (politician)）（2010年—2011年）
5. 阿拉斯代爾·麥克唐納（2011年—2015年）
6. 科拉姆·伊斯特伍德（2015年至今）